# 右威卫
右威卫，中国古代禁卫军指挥机构。唐朝十六卫之一。

## 历史
隋文帝设右领军府，与左领军府一起管理十二军帐籍、差科、辞讼之事。不设将军，只有有长史、司马、掾属、录事及功曹参军、仓曹参军、户曹参军、骑曹参军、兵曹参军，法曹行参军、铠曹行参军等员。又设置明法，隶属于法司，管理律令轻重。隋炀帝大业三年（607年）改右领军府设右屯卫，为十二卫之一。右屯卫本是北周东宫宿卫武官。设右屯卫大将军一人，正三品，总其府事；右屯卫将军二人，从三品，佐大将军总府事，统诸鹰扬府府兵。护军四人，后改虎贲郎将（武贲郎将），副手虎牙郎将（武牙郎将）六人；有长史、录事参军、司仓、司兵、司骑、司铠等员，军士名羽林。唐朝初年沿置，唐高宗龙朔二年（662年）改右屯卫为右威卫。光宅元年（684年）改为右豹韬卫。神龙元年（705年）复名右威卫。
右威卫设大将军一人、将军二人、中郎将四人，掌管宫禁宿卫，大朝会则穿黑铠甲、弓箭刀楯旗等，为右厢队，次立右武卫之下；分兵主守，知皇城东面助铺，领翊府及诸折冲府府兵。有长史、录事及仓曹、兵曹、骑曹、胄曹四曹参军，司阶、中候、司戈、执戟和长上等属。翊府有中郎将、郎将、录事、兵曹参军事、校尉、旅帅、队正、副队正等。
- 右威卫大将军一人，正三品。置上将军之前，为右威卫长官。管理宫禁宿卫，监督其属下翊府之翊卫、外府熊渠番上。
- 右威卫将军二员，从三品。协掌宫禁宿卫。

唐德宗贞元二年（788年）设上将军一人，在大将军之上，从二品，管理宫禁宿卫。
辽朝也设置右威卫，设大将军、上将军、将军，为加官，领折冲都尉、果毅都尉。
五代后周太祖广顺二年（952年），为郭威避讳，再改名右屯卫。北宋右屯卫上将军、大将军、将军为环卫官，无定员、无职掌，多让宗室担任，也作为武臣赠典或武官责降散官。元丰改制后，右屯卫大将军降为正四品，右屯卫将军降为从四品。南宋多不除授，宋孝宗隆兴年间复置右屯卫大将军。

## 人物
- 586年，右领军大将军宇文忻
- 592年，右领军大将军蜀王杨秀
- 592年，右领军大将军贺若弼
- 609年，右屯卫大将军张定和
- 616年，右屯卫将军宇文化及
- 618年，右屯卫将军独孤盛
- 617年，右领军大都督李世民
- 617年，为右领军府长史柴绍
- 622年，刘黑闼右领军高雅贤
- 641年，右屯卫大将军张士贵
- 648年，右屯卫大将军失钵屈阿栈
- 655年，右屯卫大将军程知节
- 657年，右屯卫将军苏定方
- 661年，右屯卫将军孙仁师
- 663年，右威卫将军孙仁师
- 664年，右威卫将军刘仁愿
- 668年，右威卫大将军薛仁贵
- 696年，豹韬卫大将军阎知微
- 697年，右豹韬卫将军何迦密
- 698年，豹韬卫大将军阎知微
- 708年，右威卫将军周以悌
- 730年，右威卫将军王景耀
- 855年，右威卫大将军康季荣
- 918年，吴国右威卫将军谭全播
- 924年，右威卫大将军孔循
- 930年，吴国威卫大将军王岩
- 934年，吴国右威卫将军蒋延徽